# 한국국제예술원
한국국제예술원(韓國國際藝術園, Korea International College of Arts)은 서울특별시 강남구에 위치했던 대한민국의 직업전문학교이다.

## 학교 연혁
- 1993년: 서울고등음악원 설립
- 1999년: 서울종합예술원으로 교명 변경
- 2008년: 석촌동 교사 이전 및 한국공연예술교육원으로 교명 변경
- 2010년: 압구정동 교사 이전 및 한국콘서바토리로 교명 변경
- 2013년: 한국국제예술원으로 교명 변경
- 2017년: 도곡동 교사 이전

## 교육편제
다음은 한국국제예술원이 폐교되기 직전의 교육 과정 일람이다.
- 음악예술계열
- 연기영상계열
- 무용예술계열
- 모델예술계열